# Universidad Nacional de Río Negro
La Universidad Nacional de Río Negro (UNRN) es una universidad pública argentina creada en diciembre de 2007 por ley 26.330. El primer ciclo lectivo de la Universidad comenzó en marzo de 2009.
El funcionamiento de la UNRN se organiza en tres sedes: Sede Atlántica, Sede Andina y Sede Alto Valle y Valle Medio. La cabecera de la Sede Atlántica está localizada en la ciudad de Viedma, donde también funciona el Rectorado; la de la Sede Andina en San Carlos de Bariloche, y la de la Sede Alto Valle y Valle Medio en General Roca. También se desarrollan actividades académicas en las ciudades de El Bolsón, Allen, Cinco Saltos, Cipolletti, Choele Choel y Villa Regina. 
En la actualidad, la UNRN cuenta con 52 carreras de grado, 13 carreras de posgrado y 1 doctorado, superando los 9 mil alumnos repartidos entre las 9 localizaciones de la Universidad a lo largo y ancho de la provincia de Río Negro.

## Creación de la UNRN
Durante décadas la comunidad de Río Negro planteó la necesidad de contar con una casa de altos estudios de carácter regional, cuya oferta académica fuera diseñada en función de los requerimientos que plantea el desarrollo de la zona.
La idea se materializó en el año 2007 con el proyecto de ley presentado por el Senador Nacional por la provincia de Río Negro Miguel Ángel Pichetto, fundamentado a partir de un estudio de factibilidad, que contó con el dictamen favorable del Consejo Interuniversitario Nacional (CIN), organismo que reúne a los rectores de las universidades nacionales. El proyecto fue respaldado por la Comisión de Educación del Senado de la Nación Argentina que presidiera la Senadora Nacional por Río Negro Amanda Isidori y aprobado por amplia mayoría en la Cámara de Diputados de la Nación Argentina, donde contó con el voto favorable de los legisladores nacionales rionegrinos de todos los partidos políticos con representación parlamentaria. La ley 26.330 de creación de la Universidad Nacional de Río Negro fue promulgada el 19 de diciembre de 2007 por la presidenta Cristina Fernández de Kirchner.
Dicha ley señala en su artículo 1°: 

«La oferta académica se compatibilizará con la que actualmente tienen las Universidades Nacionales del Comahue y de Cuyo (Instituto Balseiro) tanto a nivel geográfico como disciplinario.
»

y en su artículo 4°: 

«El proyecto institucional preverá el desarrollo de actividades de docencia, investigación y extensión universitaria que respondan a las necesidades económicas, científicas, tecnológicas, culturales, ambientales y de planificación de las regiones del territorio provincial.»
Estas pautas de creación determinaron el diseño de la oferta académica de la UNRN.

## Proyecto institucional
El estudio de factibilidad en el que se apoya la Ley contiene los fundamentos de la nueva casa de altos estudios y, en la práctica, las bases del proyecto institucional: 

- (i) una universidad relacional, o sea vinculada al territorio en la que está inserta, específicamente la provincia de Río Negro;
- (ii) una universidad regional, que debe alcanzar el objetivo de dar respuesta a un vasto territorio de 200.000 km², de tamaño superior a países como Holanda, Bélgica, España, Francia, Italia, Gran Bretaña, Alemania y otros países del mundo;
- (iii) una universidad que combine acertadamente las funciones de docencia, investigación y extensión
- (iv) una universidad que avance hacia la incorporación de enseñanzas mediadas por las  Tecnologías de la Información y la comunicación (TICs) en sus propuestas formativas.

## Oferta académica
La oferta académica de la UNRN se distribuye en 3 sedes, cada una de las cuales está bajo la conducción de un Vicerrector.
- Sede Andina: San Carlos de Bariloche y El Bolsón
- Sede Alto Valle y Valle Medio: Allen, Cipolletti, General Roca, Villa Regina, Choele Choel y Cinco Saltos.
- Sede Atlántica: Viedma

## Carreras de grado
| Área                                                           | Carrera                                                              | Localidad                                  | Modalidad           | Duración   |
| -------------------------------------------------------------- | -------------------------------------------------------------------- | ------------------------------------------ | ------------------- | ---------- |
| Ingenierías                                                    | Ingeniería Agronómica                                                | Viedma                                     | Presencial          | 5 años     |
| Ingenierías                                                    | Ingeniería en Biotecnología                                          | Villa Regina                               | Presencial          | 5 años     |
| Ingenierías                                                    | Ingeniería en Alimentos                                              | Villa Regina                               | Presencial          | 5 años     |
| Ingenierías                                                    | Ingeniería Ambiental                                                 | San Carlos de Bariloche                    | Presencial          | 5 años     |
| Ingenierías                                                    | Ingeniería Electrónica                                               | San Carlos de Bariloche                    | Presencial          | 5 años     |
| Ingenierías                                                    | Ingeniería en Telecomunicaciones                                     | San Carlos de Bariloche                    | Presencial          | 5 años     |
| Ingenierías                                                    | Ingeniería en Computación                                            | San Carlos de Bariloche                    | Presencial          | 5 años     |
| Ciencias Aplicadas                                             | Licenciatura en Ciencias del Ambiente                                | Viedma                                     | Presencial          | 4 años     |
| Ciencias Aplicadas                                             | Licenciatura en Sistemas                                             | Viedma                                     | Presencial          | 5 años     |
| Ciencias Aplicadas                                             | Diseño de Interiores y Mobiliario                                    | General Roca                               | Presencial          | 4 años     |
| Ciencias Aplicadas                                             | Diseño Industrial                                                    | General Roca                               | Presencial          | 4 años     |
| Ciencias Aplicadas                                             | Licenciatura en Diseño Visual                                        | General Roca                               | Presencial          | 4 años     |
| Ciencias Aplicadas                                             | Licenciatura en Paleontología                                        | General Roca                               | Presencial          | 5 años     |
| Ciencias Aplicadas                                             | Licenciatura en Geología                                             | General Roca                               | Presencial          | 5 años     |
| Ciencias Aplicadas                                             | Licenciatura en Criminología y Ciencias Forenses                     | Cipolletti                                 | Presencial          | 4 años     |
| Ciencias Aplicadas                                             | Licenciatura en Ciencias Antropológicas                              | San Carlos de Bariloche                    | Presencial          | 4 años     |
| Ciencias Aplicadas                                             | Tecnicatura en Viveros                                               | San Carlos de Bariloche                    | Presencial          | 3 años     |
| Ciencias Aplicadas                                             | Licenciatura en Agroecología                                         | El Bolsón                                  | Presencial          | 4 años     |
| Ciencias Aplicadas                                             | Tecnicatura en Producción Vegetal Orgánica                           | El Bolsón                                  | Presencial          | 3 años     |
| Ciencias Aplicadas                                             | Tecnicatura Universitaria en Enología                                | Villa Regina                               | Presencial          | 3 años     |
| Ciencias Aplicadas                                             | Tecnicatura Superior en Control de Sanidad y Calidad Agroalimentaria | Villa Regina                               |                     |            |
| Ciencias Aplicadas                                             | Tecnicatura Universitaria en Procesos Agroindustriales               | Choele Choel                               | Presencial          | 3 años     |
| Ciencias Aplicadas                                             | Tecnicatura Superior en Mantenimiento Industrial                     | Allen                                      | Presencial          | 3 años     |
| Ciencias Aplicadas                                             | Tecnicatura Universitaria en Hidrocarburos                           | Cinco Saltos                               |                     |            |
| Ciencias de la Salud                                           | Medicina Veterinaria                                                 | Choele Choel                               | Presencial          | 6 años     |
| Ciencias de la Salud                                           | Licenciatura en Kinesiología y Fisiatría                             | Viedma                                     | Presencial          | 5 años     |
| Ciencias de la Salud                                           | Odontología                                                          |                                            | Presencial          | 6 años     |
| Ciencias de la Salud                                           | Tecnicatura Universitaria en Promoción y Protección de la Salud      |                                            |                     |            |
| Ciencias Económicas                                            | Contador Público                                                     | Viedma                                     | Presencial          | 5 años     |
| Ciencias Económicas                                            | Licenciatura en Marketing                                            |                                            |                     |            |
| Ciencias Económicas                                            | Licenciatura en Comercio Exterior                                    | Villa Regina                               | Presencial          | 4 años     |
| Ciencias Económicas                                            | Licenciatura en Administración de Empresas                           | Villa Regina                               | Presencial          | 4 años     |
| Ciencias Económicas                                            | Licenciatura en Turismo                                              | San Carlos de Bariloche, San Antonio Oeste | Presencial          | 4 años     |
| Ciencias Económicas                                            | Licenciatura en Hotelería                                            | San Carlos de Bariloche                    | Presencial          | 4 años     |
| Ciencias Económicas                                            | Licenciatura en Economía                                             | San Carlos de Bariloche                    | Presencial          | 5 años     |
| Ciencias Económicas                                            | Licenciatura en Administración                                       | San Carlos de Bariloche                    | Presencial          | 5 años     |
| Ciencias Económicas                                            | Tecnicatura Universitaria en Administración y Gestión de PyMEs       | Río Colorado                               | Presencial          | 2 1/2 años |
| Ciencias Sociales                                              | Abogacía                                                             | Viedma, Allen                              | Presencial          | 5 años     |
| Ciencias Sociales                                              | Licenciatura en Comunicación Social                                  | Viedma                                     | Presencial          | 5 años     |
| Ciencias Sociales                                              | Tecnicatura Universitaria en Seguridad Ciudadana                     |                                            | Presencial          | 3 años     |
| Ciencias Sociales                                              | Ciclo de Licenciatura en Seguridad Ciudadana                         | Viedma                                     | Presencial          | 3 años     |
| Humanidades                                                    | Licenciatura en Artes Visuales                                       | Cipolletti                                 | Presencial          | 4 años     |
| Humanidades                                                    | Tecnicatura Universitaria en Deportes                                | Viedma                                     | Presencial          | 2 1/2 años |
| Humanidades                                                    | Ciclo de Licenciatura en Trabajo Social                              | Viedma                                     | Presencial          | 5 años     |
| Humanidades                                                    | Ciclo de Licenciatura en Administración                              |                                            | Presencial          | 4 años     |
| Humanidades                                                    | Profesorado de Nivel Medio y Superior en Biología                    | General Roca                               | Presencial          | 4 años     |
| Humanidades                                                    | Licenciatura en Diseño Artístico Audiovisual                         | El Bolsón                                  | Presencial          | 4 años     |
| Humanidades                                                    | Licenciatura en Letras                                               | San Carlos de Bariloche                    | Presencial          | 4 años     |
| Humanidades                                                    | Licenciatura en Arte Dramático                                       | San Carlos de Bariloche                    | Presencial          | 5 años     |
| Humanidades                                                    | Profesorado en Lengua y Literatura                                   | San Carlos de Bariloche                    | Presencial          | 4 años     |
| Humanidades                                                    | Profesorado de Nivel Medio y Superior en Física                      | San Carlos de Bariloche                    | Presencial          | 4 años     |
| Humanidades                                                    | Profesorado de Nivel Medio y Superior en Química                     | San Carlos de Bariloche                    | Presencial          | 4 años     |
| Humanidades                                                    | Profesorado de Nivel Medio y Superior en Teatro                      | San Carlos de Bariloche                    | Presencial          | 4 años     |
| Humanidades                                                    | Ciclo de Licenciatura en Educación Inicial                           | Carrera a distancia                        | Carrera a distancia |            |
| Humanidades                                                    | Ciclo de Licenciatura en Educación Primaria                          | Carrera a distancia                        | Carrera a distancia |            |
| Humanidades                                                    | Ciclo de Licenciatura en Educación                                   | Carrera a distancia                        | Carrera a distancia |            |
| Humanidades                                                    | Ciclo de Licenciatura en Educación Física y Deporte                  | Carrera a distancia                        | Carrera a distancia | 2 años     |
| Humanidades                                                    | Ciclo de Profesorado en Enseñanza de la Biología                     | Carrera a distancia                        | Carrera a distancia |            |
| Humanidades                                                    | Ciclo de Profesorado en Enseñanza de la Física                       | Carrera a distancia                        | Carrera a distancia |            |
| Humanidades                                                    | Ciclo de Profesorado en Enseñanza de la Matemática                   | Carrera a distancia                        | Carrera a distancia |            |
| Humanidades                                                    | Ciclo de Profesorado en Enseñanza de la Química                      | Carrera a distancia                        | Carrera a distancia |            |
| Ciclo de Profesorado en Enseñanza de la Lengua y la Literatura | Carrera a distancia                                                  | Carrera a distancia                        |                     |            |

## Carreras de Posgrado
Especializaciones
- Especialización en Tratamiento de Efluentes y Residuos Orgánicos - San Carlos de Bariloche
- Especialización en Management Tecnológico - San Carlos de Bariloche [Acreditación CONEAU Res 927/09] [Acreditación CONEAU Res 104/10]
- Especialización en Divulgación de la Ciencia, la Tecnología y la Innovación - San Carlos de Bariloche [Acreditación CONEAU]
- Especialización en Docencia y Producción Teatral
- Especialización en Frutos Secos - Viedma
- Especialización en Docencia Universitaria - Viedma, General Roca y San Carlos de Bariloche

Maestrías
- Maestría en Ciencia, Tecnología e Innovación - San Carlos de Bariloche
- Maestría en Políticas Públicas y Gobierno - Viedma

Doctorado
Doctorado de la UNRN Mención en Ciencias de la Tierra

## UNRN Virtual
Los Ciclos de complementación a distancia de la UNRN se dictan a través del Campus Virtual.
Ciencias Aplicadas
Ciclo de Profesorado de Enseñanza de Nivel Medio y Superior en Matemática 
Ciclo de Profesorado de Enseñanza de Nivel Medio y Superior en Química
Ciencias Humanas
Ciclo de Licenciatura en Educación
Ciclo de Licenciatura en Educación Inicial
Ciclo de Licenciatura en Educación Física y Deporte
Ciclo de Profesorado de Enseñanza de la Lengua y la Literatura
Ciclo de Profesorado de Enseñanza de Nivel Medio y Superior en Biología

## Unidades Ejecutoras: institutos, centros y laboratorios
- Centro de Investigaciones y Transferencia de Río Negro (CIT Río Negro), impulsado por el CONICET

Institutos
- Instituto de Investigaciones en Diversidad Cultural y Procesos de Cambio (IIDYPCA-UNRN/CONICET). Instituto de doble dependencia UNRN-CONICET
- Instituto de Investigación en Paleobiología y Geología (IIPG-UNRN/CONICET). Instituto de doble dependencia UNRN-CONICET
- Instituto de Investigaciones en Recursos Naturales, Agroecología y Desarrollo Rural (IRNAD-UNRN)
- Instituto de Investigaciones en Políticas Públicas y Gobierno (IIPPYG-UNRN)

Centros
- Centro de Estudios en Ciencia, Tecnología, Cultura y Desarrollo (CITECDE-UNRN)
- Centro Interdisciplinario de Estudios sobre Territorio, Economía y Sociedad (CIETES-UNRN)
- Centro Interdisciplinario de Estudios sobre Derechos, Inclusión y Sociedad (CIEDIS-UNRN)
- Centro de Estudios e Investigación en Educación (CEIE-UNRN)

Laboratorios
- Laboratorio de Informática Aplicada (LIA-UNRN)
- Laboratorio de Investigación y Desarrollo en Tecnologías de Visualización, Computación Gráfica y Código Creativo (LVCC-UNRN)
- Laboratorio de Procesamiento de Señales Aplicado y Computación de Alto Rendimiento (LAPAC-UNRN)
- Laboratorio de Estudios de Literatura, el Lenguaje, su Aprendizaje y su Enseñanza (LELLAE-UNRN)
- Laboratorio Texto, Imagen y Sociedad (LABTIS-UNRN)
- Laboratorio de Estudios y Seguimiento de Volcanes Activos (LESVA-UNRN)
- Laboratorio de Investigación en Formación de Formadores (LIFF-UNRN)

## Extensión universitaria
Enmarcada en las políticas de Extensión de la UNRN, el Departamento de Arte y Cultura desarrolla diversas actividades abiertas a la comunidad.
Desde 2009, pone en marcha el Programa de Formación en Práctica Orquestal de la UNRN, dirigida por el Maestro Facundo Agudín. Sus integrantes conforman la Sinfónica Patagonia de la UNRN que anualmente se presenta de manera gratuita en diferentes localizaciones de la región. 

## Editorial UNRN
La UNRN posee una editorial cuyo amplio catálogo se orienta a temas de interés general e incluye trabajos de graduadas/os o equipos de investigación, orientados a temáticas regionales.

## Convenios
La UNRN mantiene una serie de acuerdos y convenios con instituciones nacionales y provinciales, entre ellas el Consejo Nacional de Investigaciones Científicas y Técnicas CONICET, el  Instituto Nacional de Tecnología Agropecuaria (INTA) y el Instituto Nacional de Tecnología Industrial (INTI), a los que se suman convenios con los municipios de su área de influencia y con instituciones académicas, como las universidades nacionales del Centro de la Provincia de Buenos Aires, de Misiones, de Cuyo, de Tres de Febrero, de Quilmes, Nacional de las Artes, de la Patagonia San Juan Bosco, de Salta, 
de General San Martín y del Comahue, entre otras.
En el plano internacional, la UNRN ha suscrito una serie de convenios marco con universidades europeas y americanas, además de convenios específicos de cooperación, movilidad e intercambio con 
las colombianas Universidad de Ciencias Aplicadas y Ambientales y Universidad de Santander (Colombia), la Universidad del Valle del Río dos Sinos de Brasil y la Universidad de La Frontera de Chile.